# Mărgineni (Neamț)
Mărgineni is een Roemeense gemeente in het district Neamț.
Mărgineni telt 4133 inwoners.